# Viburnaphis viburnicola
Viburnaphis viburnicola är en insektsart. Viburnaphis viburnicola ingår i släktet Viburnaphis och familjen långrörsbladlöss. Inga underarter finns listade i Catalogue of Life.